# Городские когорты

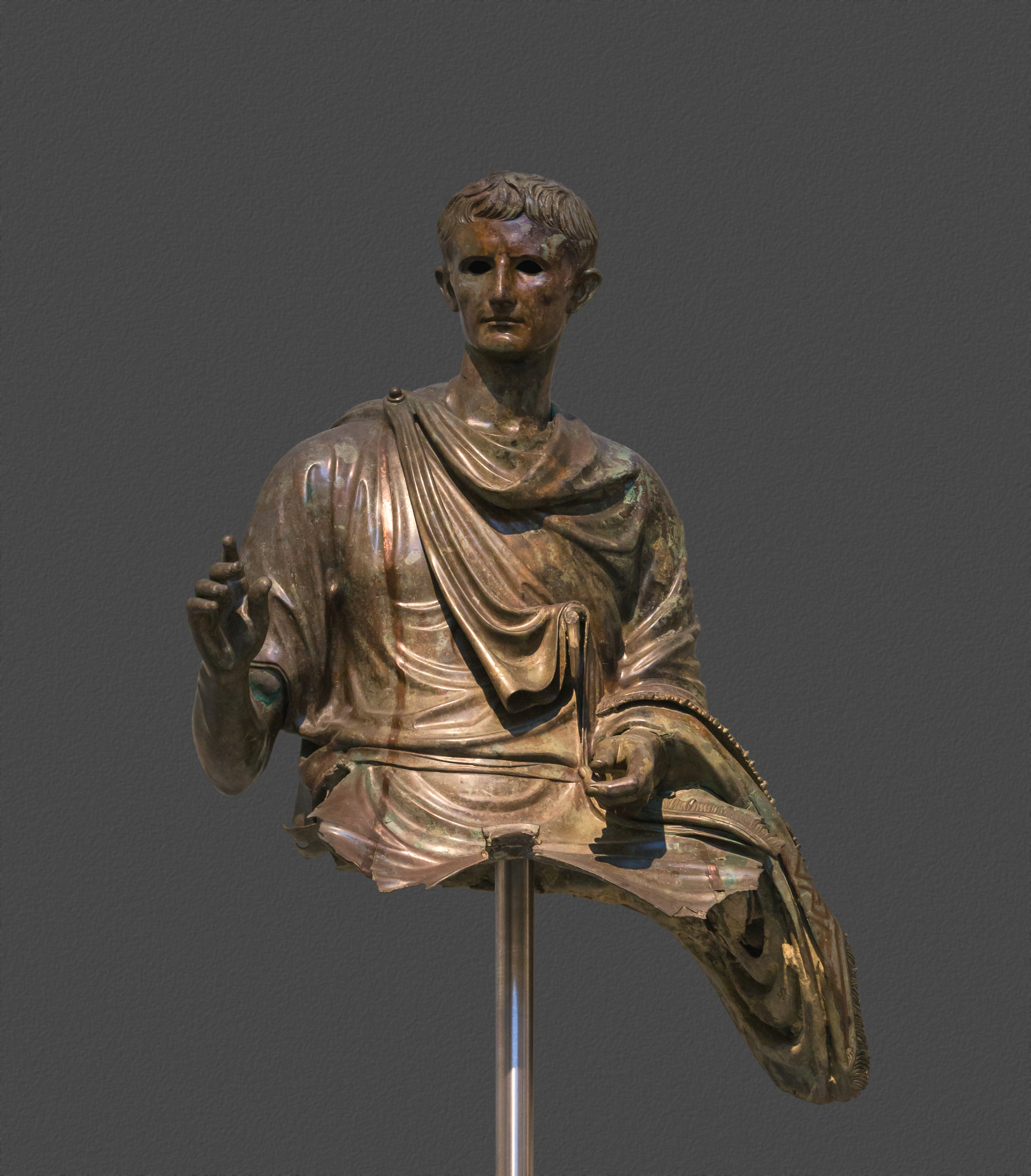
Бронзовая статуя Октавиана Августа (12 — 10 год до н. э.).

Городские когорты (лат. Cohortes urbanae) — подразделения древнеримской армии, существовавшие в период Римской империи в Риме и некоторых других городах государства. Были созданы императором Октавианом Августом в качестве полицейских сил для охраны общественного порядка и подавления бунтов, а также, вероятно, чтобы несколько нивелировать огромное влияние в Риме преторианской гвардии. Эти когорты были обучены и вооружены по типу римских легионеров и подчинялись непосредственно префекту города (Praefectus urbi).
Августом первоначально было создано три когорты численностью, как и преторианские, в 500 человек каждая, имевших нумерацию X—XII, (первые 9 номеров были закреплены за преторианцами). Каждая из когорт находилась под командованием военного трибуна и шести центурионов. Городские когорты размещались в тех же казармах Castra praetoria, что и преторианцы; в их рядах могли служить только лично свободные граждане, которых отбирали, как и преторианцев, из граждан преимущественно италийского происхождения. Организация городских когорт была в основном идентична той, что существовала у преторианцев, не считая отсутствия в рядах первых кавалерии. В период правления династии Юлиев-Клавдиев число городских когорт было увеличено до девяти, три из которых по состоянию на 68 год находились не в Риме, а в других городах: Остии, Путеолах и Лугдунуме; в Лугдунуме городская когорта отвечала в первую очередь за охрану располагавшегося там монетного двора. В период правления династии Флавиев в Риме стояло четыре городских когорты, также по одной находилось в Лугдунуме и Карфагене (по другим данным, семь городских когорт существовало уже при императоре Клавдии).
При императоре Вителлии численность солдат в городской когорте была увеличена до 1000 человек, а при императоре Септимии Севере — до, вероятно, 1500 человек, хотя достоверность этого некоторыми историками оспаривается. Точное время прекращения существования городских когорт неизвестно — они совершенно точно существовали при императоре Аврелиане, при котором для них в 270 году были построены отдельные казармы на Марсовом поле под названием Castra Urbana, и, вероятно, не были расформированы как минимум до 360 года: император Константин I Великий, упразднивший преторианские когорты в 312 году, не тронул их.
Солдаты, служившие в городских когортах, представляли собой тяжеловооружённые полицейские силы для разгона собраний и подавления бунтов плебса, которые теоретически могли использоваться и на полях сражений, хотя случалось такое редко. В отличие от вигилиев, исполнявших функции в первую очередь пожарных и ночной стражи, солдаты городских когорт считались легионерами, но при этом получали жалование, на две трети превышавшее таковое у легионеров обычных когорт, и почти такое же высокое, как преторианцы. Им также полагались более высокие, чем легионерам, донации, хотя и меньшие, чем у преторианцев. Срок службы в городских когортах составлял 20 лет, тогда как в преторианских — 16, хотя солдаты и могли оставить службу раньше срока.
О вооружении и экипировке городских когорт сведений в исторических источниках сохранилось очень мало, и сейчас считается, что они полностью или в основном соответствовали преторианским. Известно, что на их щитах иногда присутствовал символ римского сената.